# Thomisus machadoi
Thomisus machadoi là một loài nhện trong họ Thomisidae.
Loài này thuộc chi Thomisus. Thomisus machadoi được miêu tả năm 1959 bởi Comellini.